# Distrito de Piscoyacu

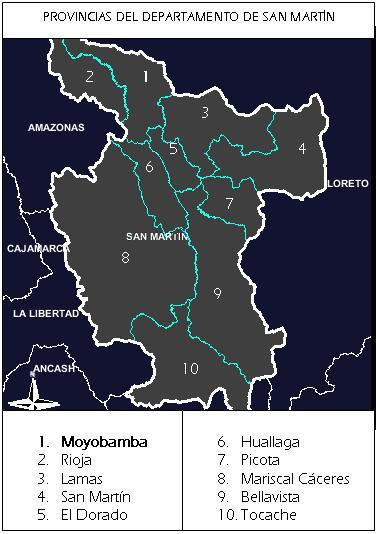
División política del Departamento de San Martín.

El Distrito de Piscoyacu está ubicado en la Provincia del Huallaga, en el Departamento de San Martín, bajo la administración del Gobierno Regional de San Martín, (Perú). 

## Historia
El distrito fue creado mediante Ley del 14 de junio de 1940, en el gobierno del Presidente Manuel Prado.

## Geografía
Tiene una superficie de 184,87 km².  Su capital es el poblado de Piscoyacu, una ciudad pintoresca que está a orillas de la quebrada  Piscoyacu. (301 m s. n. m.).
- Lagos:
- Ríos:

## Sociedad

### Población
3 688 habitantes (? hombres, ? mujeres)

## Autoridades

### Municipales
- 2011-2014
  - Alcalde:  Juan Delgado Talledo, del Movimiento Nueva Amazonía (MNA).[1]
  - Regidores: Rodolfo Yvan Bardalez Aspajo (MNA), Aníbal Muñoz Arévalo (MNA), Berta Huayami Ruiz (MNA), José María Erazo Ramírez (MNA), Nixon Pérez Dávila, (Acción Regional)
- 2007-2010
  - Alcalde: Juan Delgado Talledo.

### Religiosas
- Párroco:

## Festividades
- Fiesta de San Juan.

San Antonio De Padua